# كنينغتون، هونتينغدنشير (كامبريدجشير)
كنينغتون، هونتينغدنشير (بالإنجليزية: Conington, Huntingdonshire)‏ هي قرية و أبرشية مدنية تقع في المملكة المتحدة في إنجلترا.